# Djur
Djur (Animalia, Metazoa) är flercelliga organismer som kännetecknas av att de är rörliga och heterotrofa, det vill säga får sin energi från föda. De utgör ett rike inom klassificeringen av levande organismer. Med få undantag har djur muskler och ett nervsystem samt ett inre hålrum i kroppen, ämnat för nedbrytning av födan.
Som heterotrofa organismer är djur inte självnärande, det vill säga de kan inte som växterna producera och tillgodogöra sig kolhydrater genom fotosyntes. De måste istället få sin energi från föda genom att konsumera andra organismer med energiinnehåll. Till skillnad från växterna och andra flercelliga organismer som svampar har djurs celler inga cellväggar. Djurceller avgränsas av cellmembran. Som skydd och stadga åt kroppen har olika djurgrupper utvecklat strukturer som inre skelett, hud, skal, yttre exoskelett och hydrostatiskt skelett.
Djuren tros ha utvecklats under prekambrium ur flagellater, en grupp inom protisterna. Jordens äldsta djur tros vara kammaneterna.
Människan är ett djur, i begreppets alla vetenskapliga definitioner. I dagligt tal och i exempelvis juridiska sammanhang används begreppet djur ofta i meningen "djur utom människan".
Läran om djurriket kallas zoologi.

## Djurrikets klassificering
Klassificeringen av liv i riken har förändrats över tid och det har även lett till förändring av vilka organismer som tillhör djurriket. I tidig systematik räknades exempelvis så kallade encelliga djur, urdjuren eller protozoer, till djurriket. I nutida systematik räknas inte protozoer till djurriket utan förs till gruppen protister. Det innebär att djurriket är synonymt med flercelliga djur (vetenskapligt namn Metazoa).

## Flercelliga djur
Det finns idag ungefär 1,4 miljoner kända arter av (flercelliga) djur, som varierar i storlek mellan 10 μm (mikrometer) och 30 meter.  De gener som förenar alla djur tros ha en gemensam ana som uppstod för cirka 650 miljoner år sedan, under Ediacara-perioden, då Ediacarafaunan levde, vilket är de äldsta kända flercelliga organisermerna. De besynnerliga arterna Dickinsonia costata och Trichoplax adhaerens är exempel på flercelliga organismer som har klassificerats som mycket tidiga djur.
Gemensamt för alla (flercelliga) djur är bland annat att det finns så kallade desmosomer, det vill säga cellstrukturer av proteiner vars funktion är att binda samman cellerna rent fysiskt och som därmed ger vävnaden ökad stabilitet och motstånd mot mekanisk stress; att cellerna skiljer ut ett proteinlager (extracellulär matrix) vid sin basis; och att minst en uppsättning av Hox-gener är närvarande. De mer kända egenskaperna (stor rörlighet, nervsystem, epiteler, kroppshåla, cirkulations- och andra organ) uppstod däremot senare i djurs evolution. Flercelliga djur är vidare de enda flercelliga organismer som saknar cellvägg.

## Systematik
Djurriket indelas i stammar:
- Svampdjur (Porifera)
- Kammaneter (Ctenophora)
- Nässeldjur (Cnidaria) (koralldjur, maneter m.fl.)
- Placozoer (Placozoa)
- Tvåsidiga djur (Bilateria)
  - Myxozoer (Myxozoa)
  - Acoeler (Acoelomorpha)
  - Protostomier (Protostomia)
    - Bukhårsdjur (Gastrotricha)
    - Ringbärare (Cycliophora)
    - Käkmaskar (Gnathostomulida)
    - Hjuldjur (Rotifera)
    - Dvärgkäkmaskar (Micrognathozoa)
    - Hakmaskar (Acanthocephala)
    - Pilmaskar (Chaetognatha)
    - Pansarmaskar (Kinorhyncha)
    - Korsettdjur (Loricifera)
    - Snabelsäckmaskar (Priapulida)
    - Rundmaskar (Nematoda)
    - Tagelmaskar (Nematomorpha)
    - Leddjur (Arthropoda) (insekter, spindlar, kräftdjur och palpkäkar)
    - Trögkrypare (Tardigrada)
    - Klomaskar (Onychophora)
    - Rhombozoer (Rhombozoa)
    - Stavsimmare (Orthonectida)
    - Plattmaskar (Platyhelminthes) (binnikemaskar m.fl.)
    - Blötdjur (Mollusca) (musslor, snäckor, bläckfiskar m.fl.)
    - Stjärnmaskar (Sipuncula)
    - Slemmaskar (Nemertea)
    - Ringmaskar (Annelida) (daggmaskar m.fl.)
    - Skedmaskar (Echiura)
    - Bägardjur (Entoprocta)
    - Mossdjur (Bryozoa)
    - Armfotingar (Brachiopoda)
    - Hästskomaskar (Phoronida)

  - Deuterostomier (Deuterostomia)
    - Tagghudingar (Echinodermata) (sjöstjärnor, sjögurkor m.fl.)
    - Svalgsträngsdjur (Hemichordata)
    - Ryggsträngsdjur (Chordata) (ryggradsdjur m.fl.)

## Artantal i djurrikets stammar
| Svenskt namn     | Vetenskapligt namn | Antal arter i världen | Antal arter i Sverige |
| ---------------- | ------------------ | --------------------- | --------------------- |
| Svampdjur        | Porifera           | 5 000                 | 130                   |
| Kammaneter       | Ctenophora         | 100                   | 3                     |
| Nässeldjur       | Cnidaria           | 10 000                | 182                   |
| Placozoer        | Placozoa           | 1                     | 0                     |
| Myxozoer         | Myxozoa            | 1 300                 | ?                     |
| Acoeler          | Acoelomorpha       | ?                     | ?                     |
| Bukhårsdjur      | Gastrotricha       | 700                   | 15                    |
| Ringbärare       | Cycliophora        | 2                     | 1                     |
| Käkmaskar        | Gnathostomulida    | ?                     | 14                    |
| Hjuldjur         | Rotifera           | 2 000                 | 500                   |
| Dvärgkäkmaskar   | Micrognathozoa     | 1                     | 0                     |
| Hakmaskar        | Acanthocephala     | 1 000                 | 30                    |
| Pilmaskar        | Chaetognatha       | 120                   | 8                     |
| Pansarmaskar     | Kinorhyncha        | 150                   | 8                     |
| Korsettdjur      | Loricifera         | 20                    | 0                     |
| Snabelsäckmaskar | Priapulida         | 16                    | 2                     |
| Rundmaskar       | Nematoda           | 25 000                | 1 000                 |
| Tagelmaskar      | Nematomorpha       | 300                   | 5                     |
| Leddjur          | Arthropoda         | 1 200 000             | 30 000                |
| Trögkrypare      | Tardigrada         | 600                   | 65                    |
| Klomaskar        | Onychophora        | 70                    | 0                     |
| Rhombozoer       | Rhombozoa          | 80                    | ?                     |
| Stavsimmare      | Orthonectida       | 30                    | ?                     |
| Plattmaskar      | Platyhelminthes    | 16 000                | 830                   |
| Blötdjur         | Mollusca           | 100 000               | 570                   |
| Stjärnmaskar     | Sipuncula          | 320                   | 11                    |
| Slemmaskar       | Nemertea           | 1 000                 | 60                    |
| Ringmaskar       | Annelida           | 15 000                | 500                   |
| Skedmaskar       | Echiura            | 150                   | 4                     |
| Bägardjur        | Entoprocta         | 150                   | 24                    |
| Mossdjur         | Bryozoa            | 5 000                 | 180                   |
| Armfotingar      | Brachiopoda        | 350                   | 3                     |
| Hästskomaskar    | Phoronida          | 20                    | 3                     |
| Tagghudingar     | Echinodermata      | 7 000                 | 70                    |
| Svalgsträngsdjur | Hemichordata       | 100                   | 5                     |
| Ryggsträngsdjur  | Chordata           | 60 000                | 740                   |